# Andromedia
Andromedia (アンドロメディア?, Andoromedia) è un film del 1998 diretto da Takashi Miike.